# Jerzy Brzozowski (polityk)
Jerzy Brzozowski herbu Korab (ur. 1899 w Kownie, zm. 1974 w Brukseli) – polski polityk, urzędnik, dyplomata.

## Życiorys
Po ukończeniu studiów na Wydziale Prawa Uniwersytetu Warszawskiego został zatrudniony w Ministerstwie Spraw Wewnętrznych. Był między innymi szefem sekretariatu ministra i sekretarzem generalnym komisji do usprawnienia administracji publicznej. W maju 1936 został dyrektorem biura prezydialnego Prezesa Rady Ministrów. 20 stycznia 1939 Prezydent RP Ignacy Mościcki mianował go podsekretarzem stanu w Prezydium Rady Ministrów. W 1938 został wybrany przez Radę Naczelną Obozu Zjednoczenia Narodowego na członka głównej komisji weryfikacyjnej OZN..
Po zakończeniu II wojny światowej w 1946 był założycielem Polskiego Instytutu Naukowego w Brukseli oraz pełnił funkcję ministra pełnomocnego Rządu RP na uchodźstwie na Belgię.

## Ordery i odznaczenia
- Krzyż Oficerski Orderu Odrodzenia Polski (11 listopada 1936)[3]
- Złoty Krzyż Zasługi (dwukrotnie)
- Krzyż Komandorski z Gwiazdą Orderu Białej Gwiazdy (Estonia)
- Krzyż Komandorski Orderu Gwiazdy Rumunii (Rumunia)